# کلیسای سنت‌کلر
سنت کلر یک کمون در بخش ول-دوآز در ایل-دو-فرانس در دپارتمان‌های فرانسه است.
براساس معاهده سنت کلر در سال ۹۱۱ رولو یک مبارز و رهبر وایکینگ‌ها، به عنوان اولین دوک نرماندی تعیین شد. هنری یکم انگلستان قلعه سنت کلر را در سال ۱۱۱۸ به تصرف خود درآورد.